# Sansevieria parva
Sansevieria parva ist eine Pflanzenart aus der Gattung Sansevieria in der Familie der Spargelgewächse (Asparagaceae). Das Artepitheton parva leitet sich vom lateinischen Wort parvus ab und bedeutet ‚klein, gering, unbedeutend, geringfügig‘.

## Beschreibung
Sansevieria parva wächst stammlos oder kurz stammbildend als ausdauernde, sukkulente Pflanze mit zirka 0,85 Zentimeter starken, bräunlich orangefarbenen Rhizomen, die zum Teil beschuppt sind. Der meist durch Blattbasen verdeckte Stamm wird bis zu 12,5 Zentimeter hoch. Die 6 bis 14 sukkulenten, rosettig angeordneten Laubblätter sind zunächst aufsteigend, später ausgebreitet und linealisch bis lanzettlich geformt. Die einfache Blattspreite ist 20 bis 45 Zentimeter lang und 0,85 bis 3 Zentimeter breit. Sie ist in einem rinnigen Stiel etwas verschmälert und mit deutlich unregelmäßiger, dunkler und heller Querbänderung versehen, welche im Alter gleichmäßiger grün und undeutlicher gezeichnet ist. Die 38 bis 76 Millimeter lange Spreitenspitze ist pfriemlich weich. Der Spreitenrand ist grün. Die Blattoberfläche ist glatt. 
Die einfachen, ährigen Blütenstände sind bis zu 30 Zentimeter hoch. Die Rispen sind locker mit ein bis zwei Blüten pro Büschel besetzt. Das Tragblatt ist lanzettlich zugespitzt und 3,2 bis 4,2 Millimeter lang. Der grüne Blütenstiel ist 4,2 bis 5,3 Millimeter lang. Die Blütenhüllblätter sind blass rosarötlich bis weiß. Sie haben eine 1,06 bis 1,16 Zentimeter lange Blütenröhre.

## Verbreitung
Sansevieria parva ist in Kenia und Uganda in Wäldern zwischen 1660 und 2135 Metern Höhe verbreitet. 

## Taxonomie
Die Erstbeschreibung von Sansevieria parva erfolgte 1915 durch Nicholas Edward Brown.
Synonyme für Sansevieria parva N.E.Br. sind: Sansevieria bequaertii De Wild. (1921) und  Sansevieria dooneri  N.E.Br. (1915).

## Nachweise